# Serment de citoyenneté (Canada)

Drapeau canadien.

Au Canada, le serment de citoyenneté (en anglais, oath of citizenship ou citizenship oath) est une déclaration solennelle prononcée lors d’une cérémonie spécifique par les personnes qui acquièrent la citoyenneté canadienne. Les nouveaux Canadiens prêtent ainsi allégeance à leur monarque en tant que personnification du Canada et s’engagent à remplir leurs devoirs de citoyens canadiens. Ils sont officiellement naturalisés après avoir signé le texte du serment.
Le serment de citoyenneté a été institué en 1947, en même temps que la nationalité canadienne elle-même. Il trouve ses origines dans le serment d’allégeance britannique qui était utilisé au Canada jusqu’en 1947. Plusieurs modifications du serment ont été proposées, par exemple pour supprimer toute référence au souverain dans le serment, pour y mentionner explicitement le Canada, ou encore pour que le serment engage à la loyauté envers les valeurs de la société canadienne. Toutefois, l’énoncé du serment n’a été modifié que deux fois, en 1977 et en 2021, de façon marginale.

## Histoire

### Création en 1947
Avant 1947, les ressortissants du Canada étaient légalement considérés comme des sujets britanniques, et ce même après la levée de la tutelle législative du Royaume-Uni sur le Canada par le Statut de Westminster en 1931. Les étrangers acquérant le statut de sujets britanniques au Canada étaient ainsi tenus de prononcer le serment d’allégeance britannique (en anglais, oath of allegiance), apparu sous le roi Jacques Ier en 1609 puis mis dans sa forme moderne en 1689 sous Guillaume III et Marie II.
En 1946, le Parlement du Canada a adopté la Loi sur la citoyenneté canadienne, renforçant l’indépendance du pays par la création d’une nationalité distincte. Le 1er janvier 1947, lors de l’entrée en vigueur de la Loi, tous les sujets britanniques résidant au Canada sont devenus automatiquement des citoyens canadiens. Le Canada demeurant une monarchie constitutionnelle même après cette date, les étrangers naturalisés au Canada sont restés soumis à l’obligation de prêter allégeance au souverain.
Le Canada partageant le même monarque que les autres États du Commonwealth, les immigrants originaires de ces pays n’avaient pas à prêter serment lorsqu’ils devenaient canadiens. Toutefois, à l’instar de l’Inde qui est devenue une république en 1950, plusieurs membres du Commonwealth ont tour à tour cessé de considérer le monarque britannique comme leur propre souverain, se contentant de le reconnaître comme chef du Commonwealth. Le Canada a donc souhaité éviter que des immigrants venant de ces pays puissent être dispensés de la prestation de serment alors qu’ils n’avaient pas de lien d’allégeance préalable avec le souverain britannique.

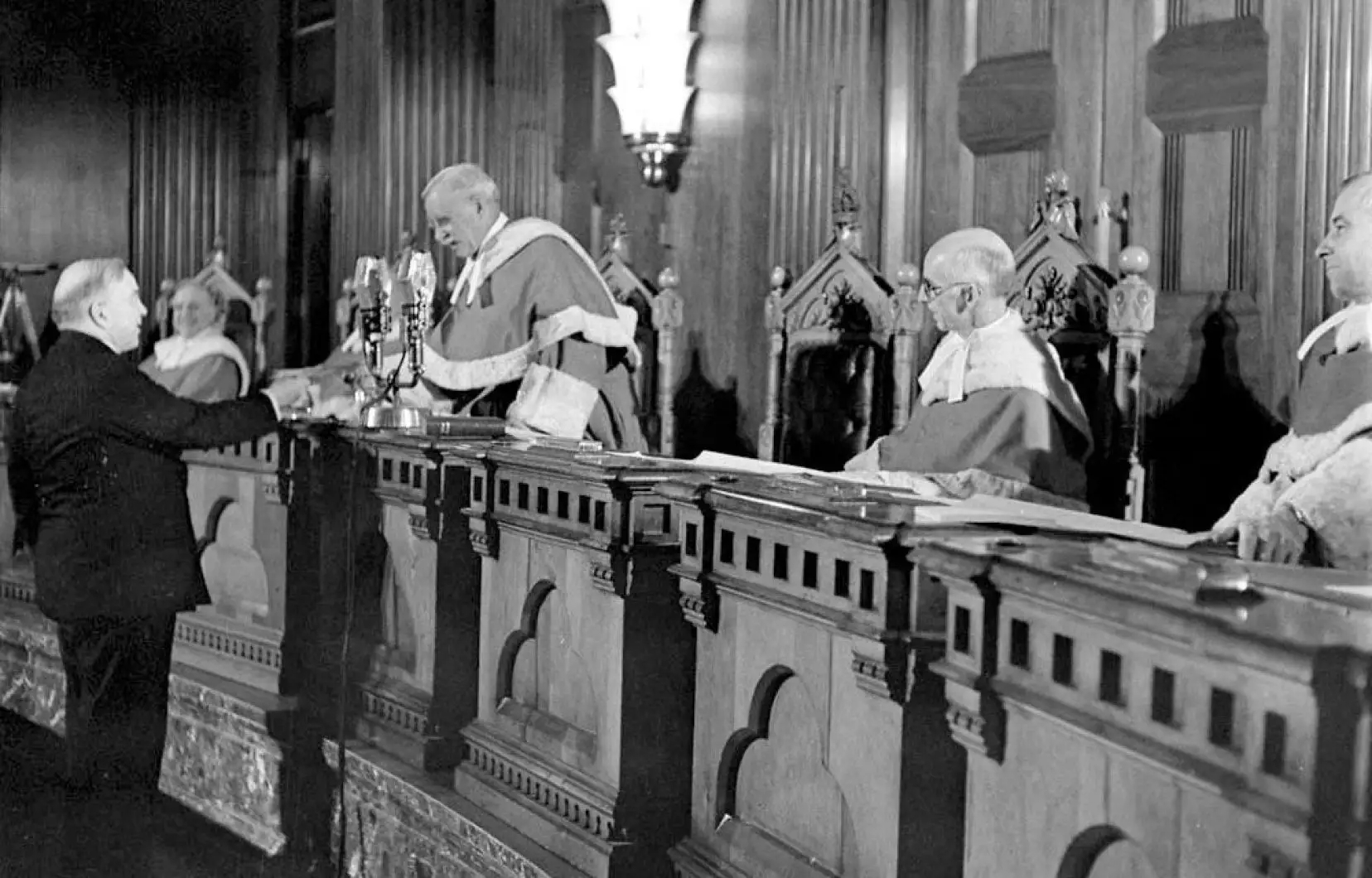
Le premier ministre Mackenzie King recevant son certificat de citoyenneté du juge en chef Thibaudeau Rinfret lors de la première cérémonie de citoyenneté canadienne dans l’édifice de la Cour suprême à Ottawa, le 3 janvier 1947.

Ainsi, un serment de citoyenneté distinct, particulier au Canada, a été introduit dans la Loi sur la citoyenneté canadienne de 1947. Il s’agissait plus précisément d’un « serment d’allégeance aux fins de citoyenneté » (en anglais, oath of allegiance for purposes of citizenship), dont le texte anglais avait été adapté du serment d’allégeance britannique :
« I swear that I will be faithful and bear true allegiance to His Majesty King George the Sixth, his heirs and successors, according to law, and that I will faithfully observe the laws of Canada and fulfil my duties as a Canadian citizen. ».
La traduction française de ce serment est :
« Je jure que je serai fidèle et porterai sincère allégeance à Sa Majesté le Roi George Six, à ses héritiers et successeurs, conformément à la loi, que j’observerai fidèlement les lois du Canada et que je remplirai loyalement mes obligations de citoyen canadien. ».
William Lyon Mackenzie King, le premier ministre canadien d’alors, a été la première personne à prononcer ce serment. Tous les individus qui sont devenus canadiens à partir de 1947 ont été tenus de faire de même, quel que soit leur pays d’origine. Toutefois, lorsque la colonie britannique de Terre-Neuve a rejoint la Confédération canadienne le 1er avril 1949, les 359 000 nouveaux citoyens canadiens résidant sur l’île ont été dispensés de la prestation de serment.

### Modifications apportées en 1977

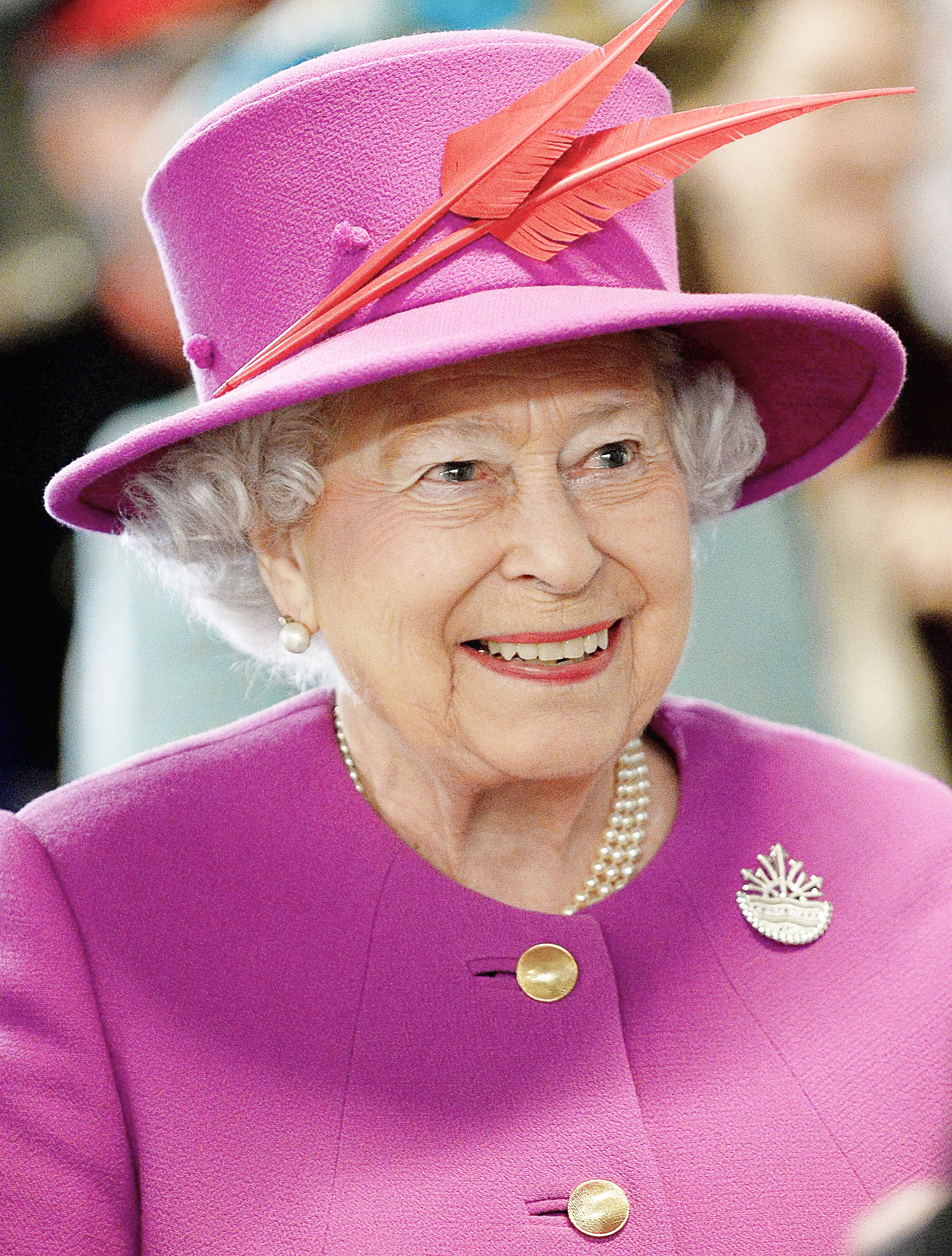
Le serment de citoyenneté modifié en 1977 fait référence à Élisabeth II en sa qualité spécifique de reine du Canada, en tant que personnification du Canada et de ses valeurs.

Au milieu des années 1970, le droit de la citoyenneté canadienne a été considérablement révisé, entre autres pour autoriser la double nationalité et assouplir les règles applicables au droit du sang. Ceci a mené à l’adoption de la nouvelle Loi sur la citoyenneté, entrée en vigueur le 15 février 1977. Cette même loi a également modifié le serment de façon à bien préciser que le monarque y intervient en sa qualité spécifique de chef d’État du Canada et non en celle de souverain des autres royaumes du Commonwealth. Les mots « Reine du Canada » sont ainsi ajoutés à la suite du nom de la souveraine, et le serment est désigné comme « serment de citoyenneté canadienne » (en anglais, Canadian citizenship oath). Cette nouvelle formulation insiste sur le fait que la reine fait l’objet du serment d’allégeance en tant qu’incarnation personnelle du Canada et de ses valeurs.
Cette version de 1977 permet à la personne qui le prononce de « jurer » ou d’« affirmer solennellement » sa fidélité, selon qu’elle préfère le faire en invoquant ou non des croyances religieuses. Le texte français est : 
« Je jure (ou j'affirme solennellement) que je serai fidèle et porterai sincère allégeance à Sa Majesté la reine Elizabeth Deux, Reine du Canada, à ses héritiers et à ses successeurs, que j'observerai fidèlement les lois du Canada et que je remplirai loyalement mes obligations de citoyen canadien. ».
La version anglaise du serment est :
« I swear (or affirm) that I will be faithful and bear true allegiance to Her Majesty Queen Elizabeth the Second, Queen of Canada, her heirs and successors, and that I will faithfully observe the laws of Canada and fulfil my duties as a Canadian citizen. ».

### Modifications apportées en 2021
En 2015, la Commission de vérité et de réconciliation a présenté au Premier ministre 94 « appels à l’action » dont le dernier proposait d’inclure le respect des peuples autochtones du Canada dans le serment de citoyenneté :
Je jure (ou affirme solennellement) que je serai fidèle et porterai sincère allégeance à Sa Majesté la Reine Elizabeth Deux, Reine du Canada, à ses héritiers et successeurs, que j’observerai fidèlement les lois du Canada, y compris les traités conclus avec les peuples autochtones, et que je remplirai loyalement mes obligations de citoyen canadien.,
En réponse à l'appel à l'action, le gouvernement a adopté un amendement à la Loi sur la citoyenneté, qui a reçu la sanction royale le 21 juin 2021 et a mis à jour le serment pour y inclure les peuples autochtones. Sa forme actuelle en français est la suivante :
« Je jure (ou j'affirme solennellement) que je serai fidèle et porterai sincère allégeance à Sa Majesté le Roi Charles Trois, Roi du Canada, à ses héritiers et successeurs, que j'observerai fidèlement, les lois du Canada, y compris la Constitution, qui reconnaît et confirme les droits — ancestraux ou issus de traités — des Premières Nations, des Inuits et des Métis, et que je remplirai loyalement mes obligations de citoyen canadien. ».
La version anglaise du serment est :
« I swear (or affirm) that I will be faithful and bear true allegiance to His Majesty King Charles the Third, King of Canada, His Heirs and Successors, and that I will faithfully observe the laws of Canada, including the Constitution, which recognizes and affirms the Aboriginal and treaty rights of First Nations, Inuit and Métis peoples, and fulfil my duties as a Canadian citizen. ».

## Prestation de serment

### Public concerné
Le serment de citoyenneté doit être prononcé par tous les candidats à la citoyenneté canadienne, sauf les mineurs de moins de 14 ans qui sont néanmoins invités à le faire. Le ministre peut lever l’obligation de prêter serment pour les personnes présentant une déficience mentale les rendant incapables d’en comprendre la portée.
En outre, les personnes ayant été naturalisées en vertu des dispositions spéciales de l’article 5.5 de la Loi sur la citoyenneté, qui visent les individus apatrides nés d’un parent canadien, ne sont pas tenues de prêter le serment.
Les personnes qui auraient cessé de respecter les exigences légales pour la naturalisation depuis le dépôt de leur demande de citoyenneté ne peuvent pas prêter serment, même si elles ont été convoquées pour le faire. Des vérifications sont effectuées dans ce sens avant la prestation de serment.

### Cérémonie de citoyenneté canadienne

#### Organisation

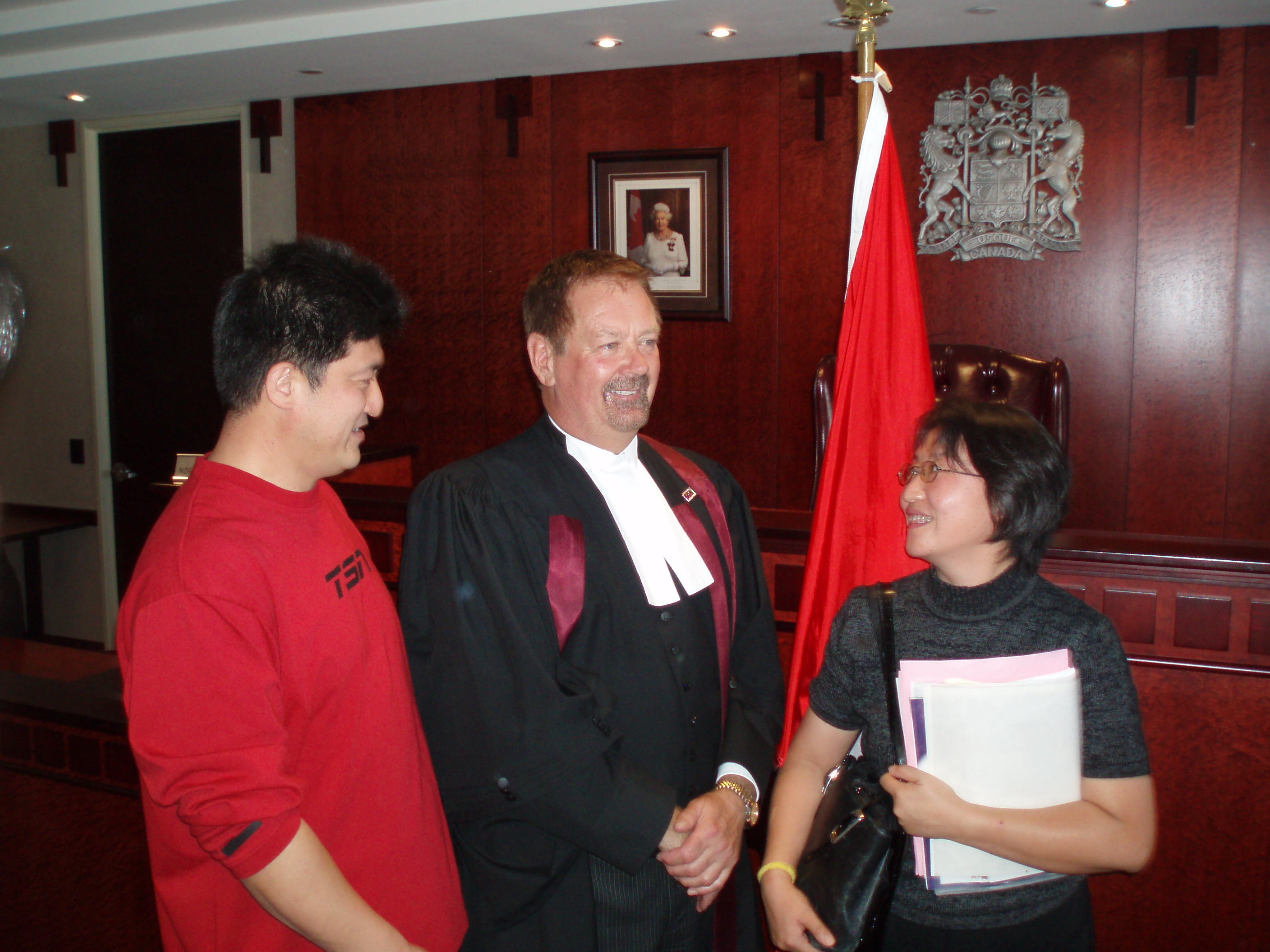
De nouveaux Canadiens venant de recevoir leur certificat de citoyenneté, posant avec un juge de la citoyenneté à la fin d’une cérémonie. On voit en arrière-plan le drapeau canadien, un portrait de la reine Élisabeth II et un bas-relief des armoiries du Canada.

La prestation de serment est le temps fort de la cérémonie de citoyenneté, une formalité obligatoire qui constitue la dernière étape du processus de naturalisation. Chaque année, environ 1 700 cérémonies sont organisées au Canada. Elles sont normalement présidées par un juge de la citoyenneté, mais elles peuvent aussi l’être par le gouverneur général, un lieutenant-gouverneur, un commissaire territorial, ou encore un Canadien ayant été distingué par une décoration, comme un membre de l’Ordre du Canada, de l’Ordre royal de Victoria ou de l’Ordre du mérite militaire, ou un récipiendaire de la Croix de Victoria.
La cérémonie est préparée par un agent d’Immigration, Réfugiés et Citoyenneté Canada (IRCC) qui y intervient ensuite comme greffier. Si possible, un agent de la Gendarmerie royale du Canada (GRC) est également présent en uniforme pour ouvrir et clore la cérémonie. Le drapeau national doit obligatoirement être arboré, tandis que l’usage d’autres symboles canadiens comme le portrait du monarque ou les drapeaux des provinces et territoires est encouragé. IRCC recommande aussi que les cérémonies de citoyenneté soient entièrement bilingues dans la mesure du possible. Dans tous les cas, le serment de citoyenneté est toujours prononcé, et l’hymne national toujours chanté, dans les deux langues officielles.

#### Déroulement

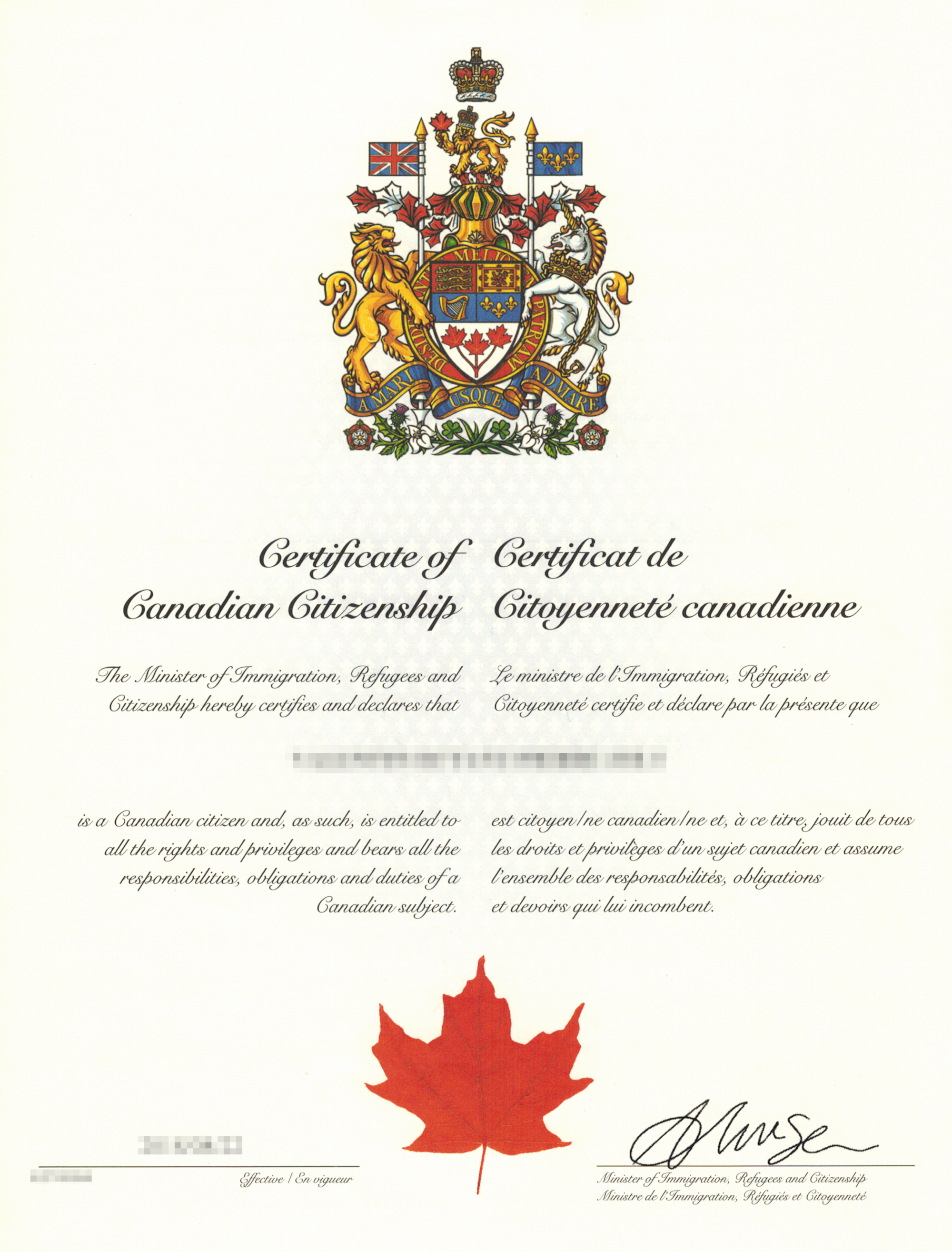
Un certificat de citoyenneté canadienne délivré lors d’une cérémonie de naturalisation en 2018.

La cérémonie de citoyenneté est ouverte par l’agent de la GRC s’il est présent, ou à défaut par le greffier. Ce dernier présente alors solennellement les candidats au président de cérémonie, qui prononce un mot de bienvenue de quelques minutes pour rappeler les droits et les responsabilités des Canadiens et le bilinguisme officiel du pays. Les locuteurs du français et de l’anglais sont invités à apprendre l’autre langue officielle. 
Les candidats à la citoyenneté doivent ensuite se lever pour la prestation de serment. Le texte est prononcé en français et en anglais par le président de cérémonie et les candidats doivent le répéter, la main droite levée, dans au moins l’une des deux langues. Ils peuvent tenir dans la main gauche un livre saint de leur choix, s’ils le souhaitent. Des agents d’IRCC vérifient que chaque candidat prononce bien le serment. 
Les personnes l’ayant effectivement prêté sont invitées une par une à s’approcher pour que le président leur remette leur certificat de citoyenneté, et pour signer le document écrit du serment. Elles acquièrent légalement la citoyenneté canadienne à ce moment précis. La cérémonie se poursuit en entonnant l’hymne national, dans ses deux versions unilingues ou dans sa version bilingue, puis elle est clôturée par le greffier ou, le cas échéant, par l’agent de la GRC. 

#### Mesures d’accommodement
Le visage de tous les candidats à la citoyenneté doit être découvert pendant la cérémonie. Toutefois, les personnes dont le visage est couvert totalement ou partiellement pour des raisons religieuses, par exemple les femmes portant un niqab, peuvent demander une dérogation pour prononcer le serment en privé avant la cérémonie publique. Elles devront le faire à visage découvert devant une juge de la citoyenneté, une présidente de cérémonie désignée ou une employée d’IRCC. Ces personnes sont ensuite dispensées de découvrir leur visage pendant la cérémonie.

## Modifications proposées au serment
Plusieurs modifications du serment ont été proposées depuis 1977 sans jamais être retenues. En 1987, le gouvernement fédéral a lancé une réflexion sur la Loi sur la citoyenneté en cherchant à préciser, entre autres, à qui ou à quoi on prête allégeance en prononçant le serment (à la Couronne, au pays, aux deux) et dans quel ordre. Aucun changement n’a finalement été fait cette année-là.

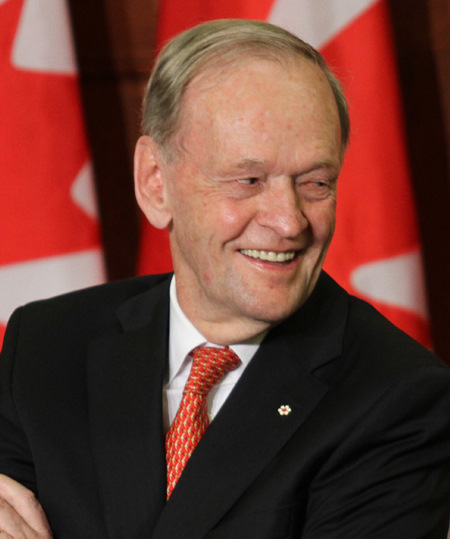
Le gouvernement de Jean Chrétien a envisagé puis abandonné en 1994 un projet de modification du serment de citoyenneté.

La question est revenue sur la table en 1994, lorsque le Comité permanent de la citoyenneté et de l’immigration à la Chambre des communes a examiné des propositions de modification de la Loi sur la citoyenneté. Les témoins interrogés ont présenté des opinions divergentes sur le serment. Certains ont défendu son maintien dans sa forme actuelle ; d’autres ont réclamé que le nom du pays occupe une place plus importante dans le serment sans pour autant que le nom du souverain disparaisse. Le comité a finalement recommandé le nouveau serment suivant :
Je prête entière allégeance au Canada et à Sa Majesté la Reine Élizabeth Deux, Reine du Canada, et jure d’obéir fidèlement aux lois et de remplir mes devoirs de citoyen.
Sergio Marchi, alors ministre de la Citoyenneté de l’Immigration, a proposé d’aller plus loin en créant une « déclaration » de citoyenneté. Il a mandaté dix écrivains canadiens pour composer le texte d’un serment en demandant explicitement de ne pas faire référence au monarque canadien. La déclaration proposée par ce groupe était :
Je suis un citoyen du Canada et je m’engage à respecter ses lois et libertés, à respecter mes concitoyens dans leur diversité, à travailler pour notre bien-être collectif et à protéger et honorer cette terre ancienne et nordique.
Le premier ministre Jean Chrétien a finalement demandé à Marchi d’abandonner le projet.
En 1996, la ministre de la Citoyenneté et de l’Immigration Lucienne Robillard, a déclaré au sujet des modifications proposées au serment : « C’est une décision difficile à prendre, parce que je réalise que quand vous parlez de changer le serment, les gens pensent que vous voulez changer tout le système monarchique. Nous ne voulons pas d’une telle discussion au Canada maintenant. ». Dans une étude Angus Reid Strategies conduite en janvier 1996 pour Citoyenneté et Immigration Canada, 51% des répondants trouvaient qu’un nouveau serment d’allégeance devait supprimer toute référence à la reine, 38% pensaient que l’allégeance devait être prêtée à la fois au Canada et à son souverain et seuls 5% préféraient prêter allégeance au monarque seulement. Cependant, une autre étude révèle qu’à la même époque, seuls 5% des Canadiens étaient conscients que la reine était leur chef d’État.
Dans le même temps, la presse s’est montrée critique face aux différentes propositions de changement du serment. Dans son éditorial du 12 décembre 1998, le Globe and Mail dénonce un serment dont « le langage est vidé de sa substance, tué à petit feux et avec le sourire ». Dans son édition de la veille, le Ottawa Citizen avance que le nouveau serment « renforcerait le débat politique en faveur de l’abolition de la monarchie à la mort de la Reine Élizabeth, et testerait l’adhésion à la monarchie en vérifiant combien de Canadiens s’en aperçoivent et se mettent à brailler », avant de conclure : « Nous nous en sommes aperçus. Considérez ceci comme un braillement. ».
Le projet de loi C-63, proposant une Loi sur la citoyenneté au Canada et soumis au Parlement en 1999, prévoyait de modifier le serment de citoyenneté en ces termes :
Dorénavant, je promets fidélité et allégeance au Canada et à Sa Majesté Elizabeth Deux, Reine du Canada. Je m'engage à respecter les droits et libertés de notre pays, à défendre nos valeurs démocratiques, à observer fidèlement nos lois et à remplir mes devoirs et obligations de citoyen(ne) canadien(ne).,
Au cours de l’examen du projet, le député John H. Bryden a déposé un amendement visant à éliminer toute référence au souverain :
En prêtant allégeance au Canada, je me range parmi les Canadiens, un peuple uni devant Dieu qui a pour mission sacrée de faire respecter cinq grands principes : égalité des chances, liberté d'expression, valeurs démocratiques, droits de la personne et primauté du droit.
Cet amendement a été rejeté par 189 voix contre 31. Le projet de loi C-63 lui-même n’a jamais reçu la sanction royale : après avoir été approuvé par la Chambre des communes et avoir subi une deuxième lecture au Sénat, il était en cours d’étude par le Comité sénatorial permanent des affaires juridiques et constitutionnelles lorsqu’une élection fédérale a été déclenchée. Ce projet de loi est donc mort au feuilleton.
Les mêmes modifications du serment de citoyenneté ont de nouveau été proposées en 2000 et en 2002, respectivement dans les projets de loi C-16 et C-18. Le premier est mort au feuilleton à la suite de la prorogation du Parlement ; le second a été abandonné après la deuxième lecture à la Chambre des communes.
Tout au long du processus, la Ligue monarchiste du Canada, sans être opposée à l’amendement en général, a exprimé sa plus vive opposition à l’idée de supprimer toute mention du souverain. Ce groupe a également émis des commentaires contre une terminologie jugée vague et américanisée, et contre  ce qu’il interprétait comme une injonction à séparer le monarque de l'État (ce qui contredit l’idée que monarque personnifie l'État) et à le placer au second plan. À l’instar du Ottawa Citizen, la Ligue monarchiste a également remis en question la légalité de l’élimination des mots « à ses héritiers et successeurs » qui engagent les nouveaux citoyens devant les futurs monarques. En réponse, les deux projets de loi C-16 et C-18 étaient accompagnés d’un résumé législatif indiquant que « la suppression des termes “à ses héritiers et à ses successeurs” ne signifie pas que le serment d’allégeance à la Couronne britannique prend fin au décès de la reine actuelle. L’article 35 de la Loi d’interprétation porte que, dans tout texte législatif, les expressions “Sa Majesté”, “la Reine”, “le Roi” ou “la Couronne” désignent le souverain du Royaume-Uni, du Canada et de ses autres royaumes et territoires et chef du Commonwealth. Ainsi, au décès de la reine, toute mention de la Reine Élizabeth s’interprétera comme désignant son successeur. »,. 
En 2006, l’Institut Fraser a publié un rapport concernant la réponse du Canada au terrorisme. Ce texte proposait que la Loi sur la citoyenneté soit modifiée de sorte que le serment contraigne le nouveau citoyen à prêter allégeance aux valeurs canadiennes et que toute violation du serment soit passible d’expulsion. Le rédacteur du rapport, David Collacott, voulait ainsi éviter que le multiculturalisme canadien autorise les immigrés à placer leurs croyances et les intérêts de leurs pays d’origine au-dessus de leurs devoirs à l’égard du Canada. Cependant, un professeur de droit de l’Université de Toronto a rappelé que la primauté du droit est elle-même une valeur canadienne, rendant ainsi cette proposition caduque. 

## Controverses au sujet du serment de citoyenneté

### Remise en cause de la légalité du serment
L’avocat Charles Roach, un résident permanent du Canada membre de la direction de l’organisme Citoyens et citoyennes pour une république canadienne (CCRC), a refusé de prononcer le serment de citoyenneté lorsqu’il est devenu citoyen[pas clair]. Avec le soutien de son propre cabinet et celui de CCRC, il a tenté plusieurs actions en justice en vue d’obtenir que l’obligation de prêter allégeance au monarque soit abolie.

#### Recours initial de 1992
Dans son premier litige contre la Couronne, porté en 1992 devant la Cour fédérale, Charles Roach défendait l’idée que le fait d’être contraint de prêter serment contrevenait à la Charte canadienne des droits et libertés aux alinéas b) et d) de l’article 2, qui garantissent la liberté de pensée et d’association, et à l’article 15, qui garantit l’égalité des citoyens devant la loi.
La Cour fédérale a débouté le plaignant en première instance et en appel, en rappelant que « le fait que le serment “personnifie” une disposition particulière de la Constitution n’a aucune importance sur le plan constitutionnel, puisque cette personnification découle de la Constitution elle-même. [...] Même ainsi personnifiée, cette partie de la Constitution qui concerne la Reine peut être modifiée ; il est donc possible de prôner librement sa modification de façon compatible avec le serment d'allégeance, que ce soit par l'exercice de la liberté d'expression, de la liberté de réunion pacifique ou de la liberté d'association. ».

#### Recours collectif de 2007

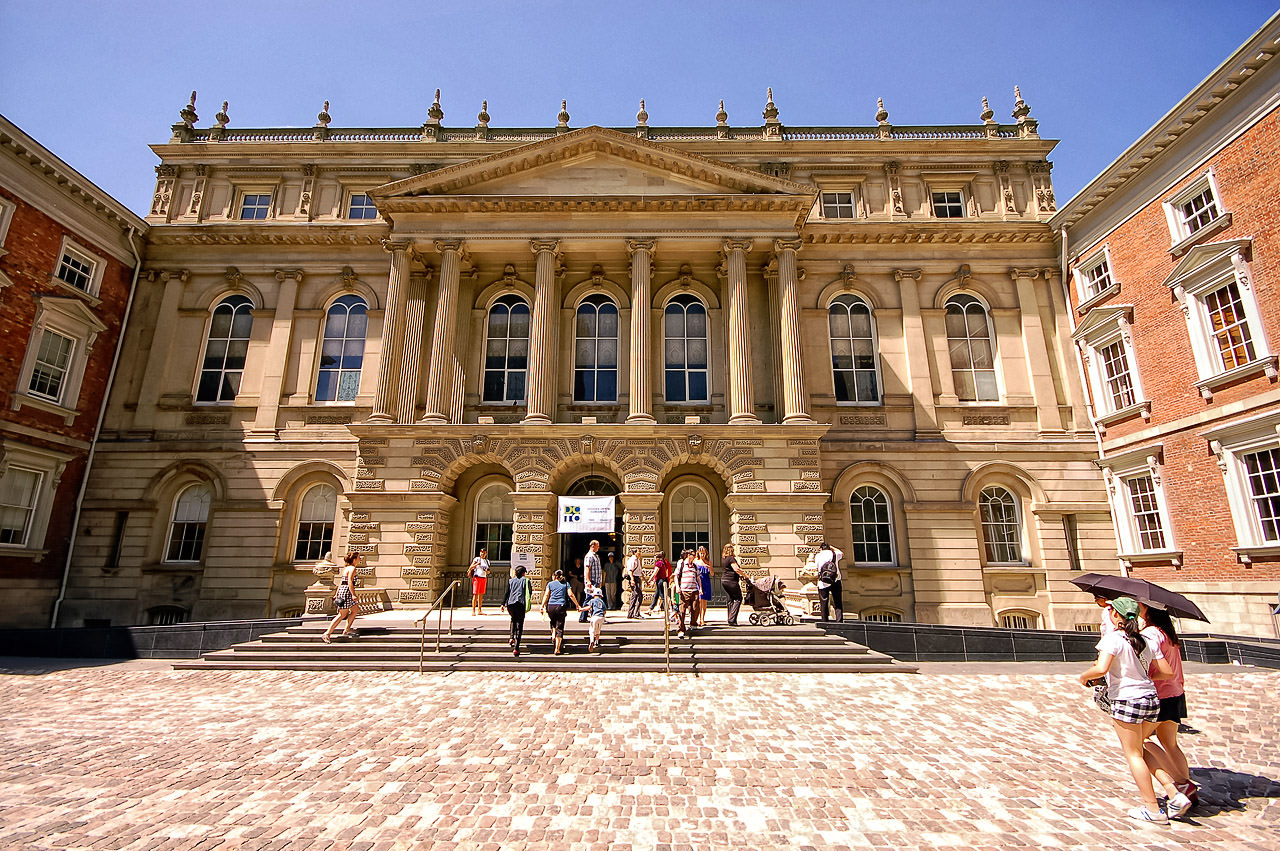
Osgoode Hall, siège de la Cour supérieure de justice de l'Ontario.

En 2007, Charles Roach a formé un recours collectif devant de la Cour supérieure de justice de l’Ontario avec trois autres personnes : Michael McAteer, un républicain d’origine irlandaise, Dror Bar-Natan, un professeur de mathématiques israélien, et Simone Topey, une rastafarienne pour qui prêter allégeance à la reine, qu’elle considérait comme la « chef de Babylone », contrevenait à ses croyances religieuses. Les quatre demandeurs arguaient que l’obligation de prêter serment contrevenait non seulement aux passages précédemment cités de la Charte canadienne des droits et libertés, mais aussi à l’alinéa a) de l’article 2, relatif à la liberté de conscience,. 
Proche du mouvement des droits civiques et ayant défendu des membres des Black Panthers au Canada, Charles Roach a déclaré que demander à des descendants d’esclaves de prêter allégeance au monarque britannique était comparable au fait de demander à des survivants de l’Holocauste de faire de même avec un descendant d’Hitler,,.
La Couronne a tenté de contester le recours collectif de Roach devant la Cour supérieure de l’Ontario, mais a été déboutée en 2007,, une décision confirmée par la Cour d’appel de l’Ontario en 2008,. Le recours collectif a donc finalement été examiné par la Cour supérieure de l’Ontario. Au cours de cette affaire, la Ligue monarchiste du Canada a pris position pour le maintien du serment de citoyenneté, suivie dans ce sens par plusieurs éditorialistes de médias anglophones canadiens,,,. Les requérants ont finalement été déboutés en janvier 2009.

#### Relance de l’affaire en 2012
Charles Roach a tenté une dernière fois de relancer l’affaire avec ses co-plaignants en 2012, avant de décéder le 2 octobre de la même année. La Cour supérieure de justice de l’Ontario a accepté d’examiner le recours en juin 2012, et a finalement débouté les plaignants en septembre 2013 en déclarant que le serment pose certes une limite à la liberté d’expression, mais que cette limite demeure raisonnable dans une société libre et démocratique. Le jugement récuse l’idée que le serment contrevient à la liberté de conscience ou à l’égalité devant la loi, et rappelle que les personnes l’ayant prêté demeurent libres de s’opposer au monarque ou de prôner l’abolition de la monarchie,.
L’affaire a été portée devant la Cour d’appel de l’Ontario qui a confirmé la décision de la Cour supérieure en août 2014 en indiquant que le serment ne vise pas à restreindre la liberté d’expression des nouveaux citoyens, mais à s’assurer qu’ils s’engagent à respecter la forme particulière de gouvernement du Canada,.
Cette affaire a suscité des prises de position contrastées dans les médias : le Toronto Star a appelé à ce que les citoyens canadiens prêtent allégeance directement au Canada plutôt qu’au souverain, tandis que le Globe and Mail,, le National Post, et le Calgary Herald ont défendu le maintien du serment dans sa forme d’alors.
La Cour suprême du Canada a définitivement mis un terme à cette affaire en février 2015 en rejetant le pourvoi en appel des plaignants,.

### Port du niqab lors de la prestation de serment

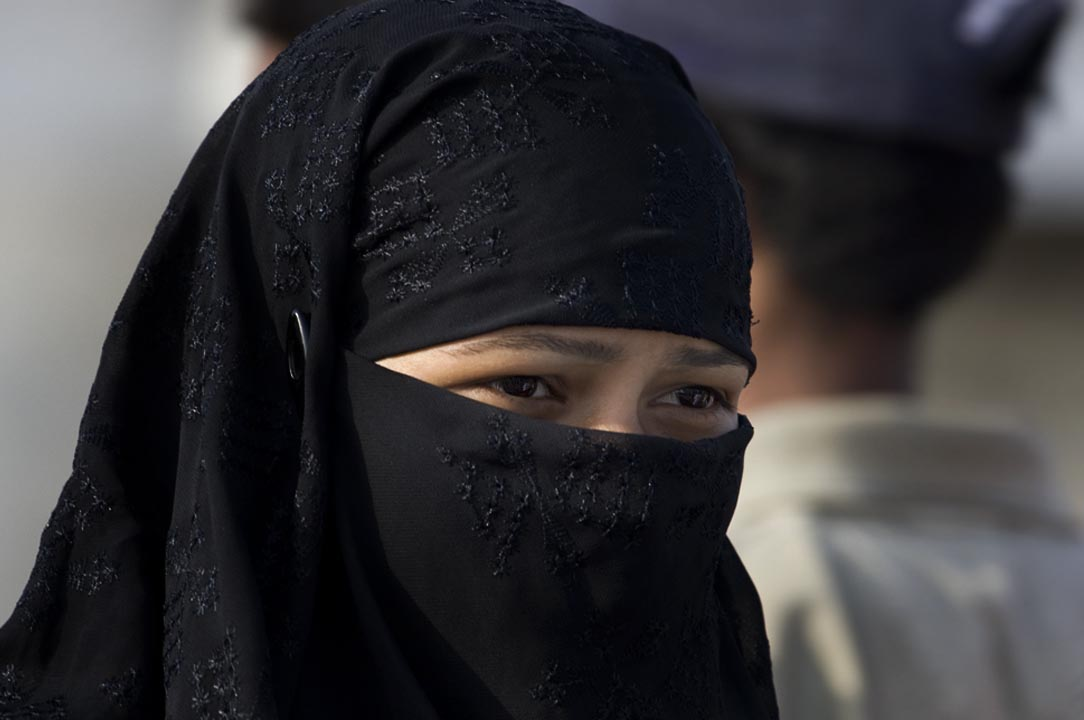
Une femme portant le niqāb du même type que celui de Zunera Ishaq.

En 2014, Zunera Ishaq, une résidente de Toronto qui porte le niqab, a contesté le règlement mis en œuvre en 2011 par le ministre de la Citoyenneté et de l'Immigration de l'époque, Jason Kenney, qui exigeait que le serment soit prononcé à visage découvert. Elle s'est déclarée prête à se dévoiler et à prononcer le serment en privé, mais s'est offusquée qu’on lui demande de retirer son niqab lors d'une cérémonie publique.
Le ministre a déclaré que les voiles et les masques empêchaient les responsables de la cérémonie de citoyenneté de confirmer que chaque candidat prononçait le serment, comme l'exige la loi, et que le serment est une « déclaration publique que vous rejoignez la famille canadienne et qu'il doit être prononcé librement et ouvertement ». Une centaine de personnes environ est concernée chaque année par cette réglementation, qui a été soutenue par le Congrès musulman canadien, mais à laquelle s'est opposé le Conseil national des musulmans canadiens. 
La Cour fédérale a statué le 6 février 2015 en faveur d'Ishaq. Le juge Keith Boswell a estimé que la réglementation exige que les juges de la citoyenneté administrent le serment « en accordant la plus grande liberté possible pour ce qui est de la profession de foi religieuse ou l’affirmation solennelle des nouveaux citoyens » et a demandé comment cela pouvait être possible qu’une règle « oblige les candidats à enfreindre un principe de base de leur religion ou à y renoncer ».
Le Premier ministre Stephen Harper a réagi  le lendemain en déclarant que la Couronne en conseil ferait appel du jugement. Cependant, la Cour d'appel fédérale a confirmé la décision antérieure et a refusé une demande de suspension de procédure. Cette décision est tombée au cours de la campagne pour les élections fédérales de 2015, marquée par un vif débat sur le niqab. Cela a poussé le Parti conservateur a rédiger un communiqué de presse indiquant que le Cabinet présenterait au Parlement « dans les jours à venir » un projet de loi visant à interdire le niqab lors des cérémonies de citoyenneté. Ishaq est finalement devenue citoyenne canadienne le 9 octobre 2015 en prêtant serment en privé devant une juge de la citoyenneté. Bien que le gouvernement conservateur ait porté l’affaire devant la Cour suprême, il a finalement perdu l’élection face au Parti libéral qui a mis un terme à cette procédure,.